# Antipathes indistincta
Antipathes indistincta är en korallart som först beskrevs av van Pesch 1914.  Antipathes indistincta ingår i släktet Antipathes och familjen Antipathidae. Inga underarter finns listade i Catalogue of Life.